# Quett Masire

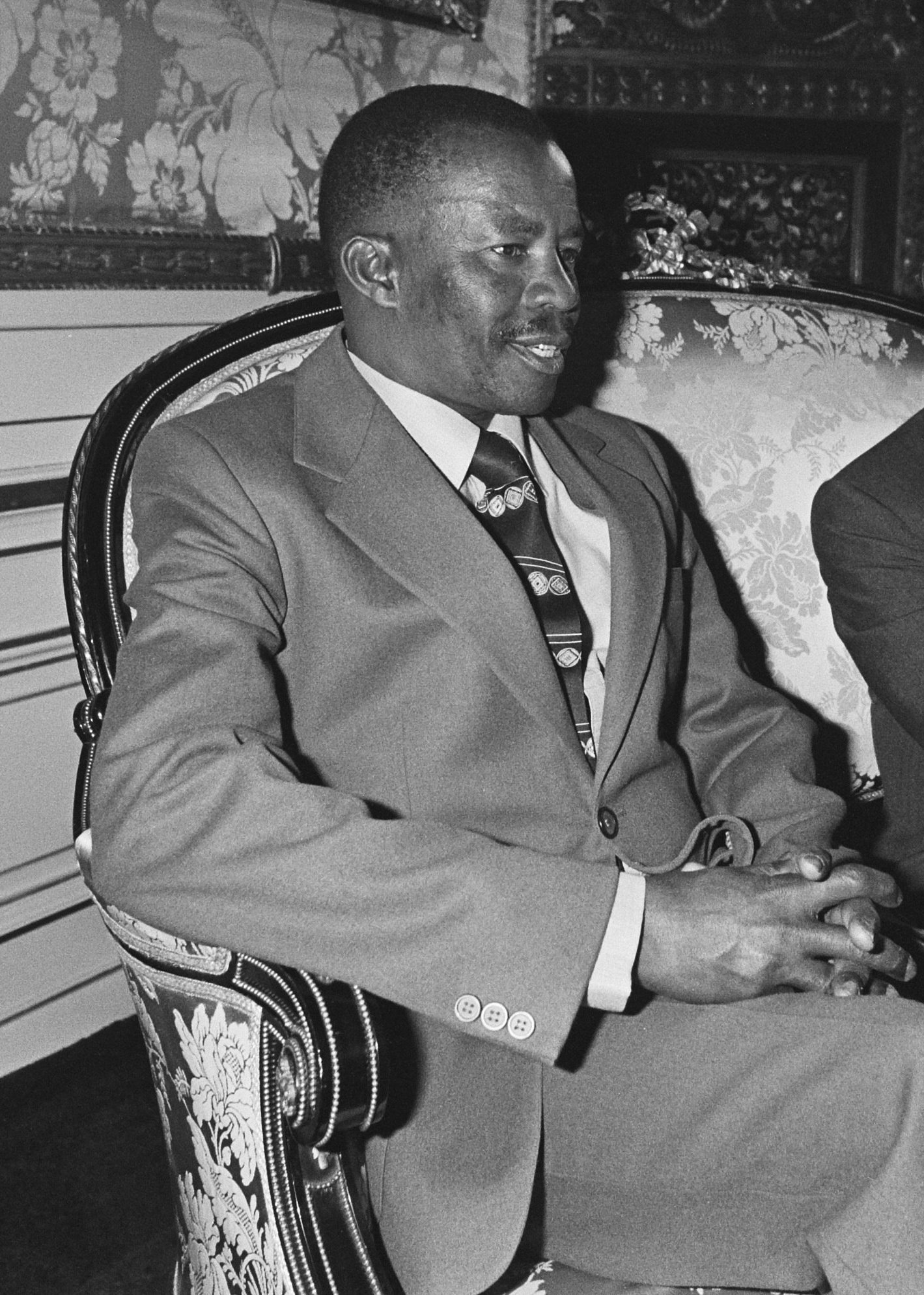
Quett Masire in Den Haag (1980)

Quett Ketumile Joni Masire (Kanye, 23 juli 1925 – Gaborone, 22 juni 2017), was van 1980 tot 1998 president van Botswana. 
Quett Masire was de oudste zoon van een Chief van een kleine stam. Van 1949 tot 1955 was hij leraar en bovenmeester Seepapisto Middelbare School. In 1962 was hij samen met Seretse Khama (1921-1980) medeoprichter van de Botswana Democratic Party (BDP), een gematigd nationalistische en democratische partij. In 1965 werd hij vicepremier onder premier Khama.
Na de onafhankelijkheid werd Seretse Khama president van Botswana en Quett Masire vicepresident (1966-1980). 
Na het overlijden van Khama op 13 juli 1980, werd Masire interim-president. Op 18 juli 1980 werd hij tot president van Botswana gekozen. President Masire vervolgde de gematigde koers van zijn voorganger. Begin jaren tachtig had hij te maken met kleine invallen van het Zuid-Afrikaanse leger, die op zoek waren naar ANC'ers, ondanks dat Masire het de ANC verbood om militair te opereren vanaf Botswaanse bodem.
In 1991 werd hij tot ridder geslagen.
In november 1997 kondigde hij zijn aftreden aan en op 1 april 1998 werd hij opgevolgd door Festus Mogae.
Na zijn aftreden was hij op diplomatiek vlak actief, o.a. als bemiddelaar tussen de strijdende partijen in de Democratische Republiek Congo (Kinshasa).
Hij werd 91 jaar.